# Estado de Adamawa

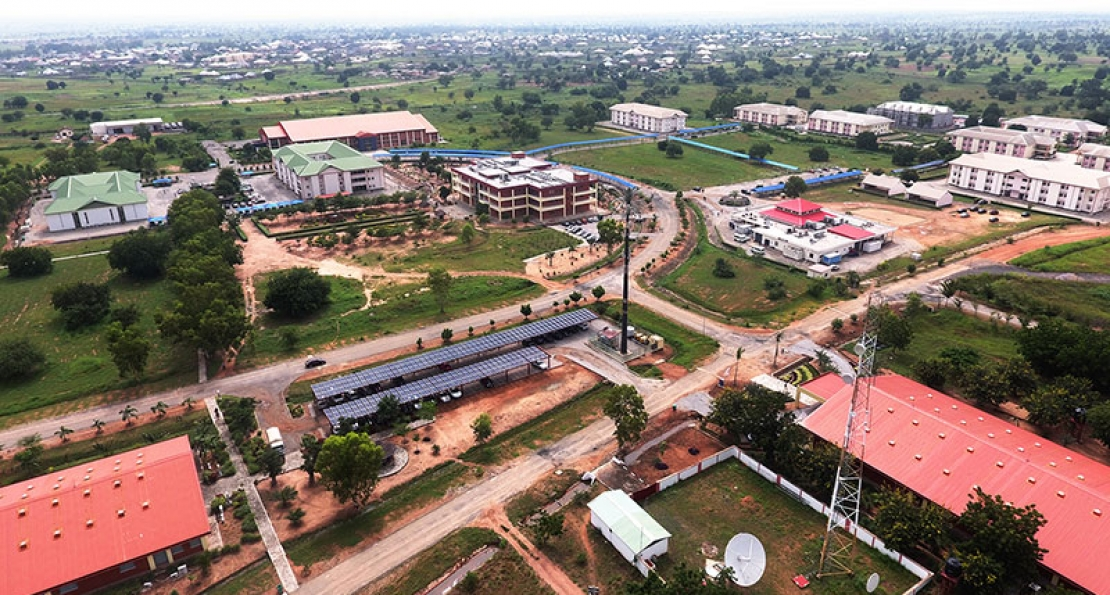
Campus de la AUN en Yola

Adamawa es uno de los 36 estados en los que se divide la República Federal de Nigeria. Fue creado en agosto de 1991 bajo el régimen militar de Ibrahim Babangida.

## Localidades con población en marzo de 2016
- Demsa 238,400
- Fufore 279,900
- Ganye 227,100
- Girei 173,500
- Gombi 197,500
- Guyuk 235,900
- Hong 226,100
- Jada225,100
- Lamurde 148,700
- Madagali 180,600
- Maiha 147,200
- Mayo-Belwa 204,200
- Michika 207,500
- Mubi North 202,500
- Mubi South 173,700
- Numan 122,300
- Shelleng 198,400
- Song 260,900
- Toungo 69,700
- Yola North 266,800
- Yola South 262,200

## Superficie y límites
Adamawa es uno de los estados más extensos del país (36.917 km²).Limita al noroeste con Borno, al oeste con el estado de Gombe, al sudoeste con el estado de Taraba y al este con Camerún.

## Población
Según una estimación del año 2006, vivían en Adamawa 3.737.223 personas.

## Historia
El estado fue creado en 1991 en territorios antes pertenecientes al desaparecido estado de Gongola. Debe su nombre al líder de la etnia fulani, Madibbo Adama, quién lideró en el siglo XIX una revuelta musulmana contra los colonizadores británicos.

## Economía
La economía es fundamentalmente agrícola y destacan los cultivos de cacahuates y algodón. También se cultivan maíz, mijo, ñame y arroz. Los pueblos fulani practican la ganadería de modo nómade.

## Administración

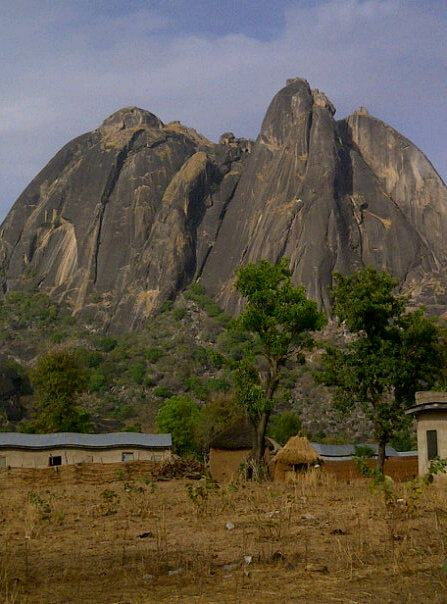
Paisaje montañoso del Estado

Hay 21 gobiernos locales:
- Fufore
- Ganye
- Gombi
- Guyuk
- Hong
- Jada
- Shelleng
- Demsa
- Madagali
- Maiha
- Mayo-Belwa
- Michika
- Mubi
- Numan
- Song
- Mubi-South
- Jimeta
- Girei
- Toungo
- Lamurde
- Yola